# داني داير (ممثلة)
داني داير (بالإنجليزية: Dani Dyer)‏ هي ممثلة بريطانية، ولدت في 8 أغسطس 1996.

## وصلات خارجية
- داني داير (ممثلة) على موقع IMDb (الإنجليزية)
- داني داير (ممثلة) على موقع قاعدة بيانات الفيلم (الإنجليزية)